# Santuario Blanca Estrella de la Mar
El santuario Blanca Estrella de la Mar, más conocido como el santuario de Olón, en la provincia de Santa Elena. Está construida en la cima de un peñasco. Tiene un diseño en forma de embarcación de vela con una cubierta y proa, donde se encuentra la imagen de la Virgen María dentro de una concha en un altar de madera tallada, es uno de los santuarios más llamativos del país, pues forma parte de la ruta religiosa del tradicional recorrido por siete iglesias localizadas en la costa ecuatoriana. Fue inaugurado el 8 de septiembre de 1984, fiesta de la natividad de María, en los niveles inferiores está la cripta con la imagen de la Virgen Rosa Mística que lloró sangre en 1990. La imagen aún conserva las manchas de sangre sobre su rostro, Ese episodio aumentó la devoción de lugareños y visitantes.
El templo, ubicado a más de 100 metros de altura sobre el nivel del mar, estuvo en emergencia en el 2010. En ese entonces, la Secretaría de Gestión de Riesgos (SGR) prohibió la realización de misas en la parte alta y se ubicaron cintas naranja y amarilla que cerraban el paso. Según técnicos, la lluvias fuertes de ese invierno provocaron severos daños. El sacerdote Helmut Nagorziansky, rector de la Unidad Educativa Santa María del Fiat que tiene a cargo la administración de la casa de oración, ha liderado varios trabajos para salvaguardar la estructura.,